# II. Nemzeti Sakkverseny
A II. Nemzeti Sakkversenyt 1907. augusztus 4. és augusztus 23. között rendezte meg Székesfehérváron a helyi sakk-kör.
Az előző magyar sakkbajnokság után egy hónappal, 1906 szeptemberében már megindultak a verseny előkészületei. Az első felhívás 1906. december 1-én jelent meg a Magyar Sakk Lapban, de a részletes programot csak 1907 májusában adta ki a Székesfehérvári Sakkozó Társaság. Az előző versennyel ellentétben elfogadták mesterek, nők és külföldi játékosok nevezését is, bár az utóbbi két csoport képviselői nem jelentkeztek. A mesteri címmel nem rendelkezők közül a legjobb helyezést elérő játékosnak magyar mester címet ígértek. A versenyre 15 játékos nevezett, akik körmérkőzést játszottak. A tornavezető Havasi Artúr volt.
Az eredeti időkeret az első 60 lépésre 4 óra, majd óránként 15 lépés volt. Öt nappal a verseny kezdete előtt a budapesti játékosok megfenyegették a rendezőket, hogy nem vesznek részt a bajnokságon (melynek színvonala így nagy mértékben csökkent volna), csak akkor, ha az időkeretet megváltoztatják úgy, hogy az első két órában 30, majd óránként 15 lépésre lesz lehetőség. A társaság elnökének, Exner Győzőnek távollétében a rendezők engedtek a követelésnek. Mikor Exner visszatérve megtudta a történteket, lemondott elnökségéről, és visszavonta nevezését. A verseny megnyitójának napján is bizonytalan volt, hogy megtartják-e a bajnokságot, ekkor azonban sikerült megoldást találni, eszerint a versenyzőknek minden játszma előtt kellett megállapodniuk az időbeosztásban.
A bajnokság győztese a mesteri címmel rendelkező Forgács Leó lett, ezért a magyar mesteri címre a második helyezett lett jogosult, itt azonban holtverseny alakult ki Székely Jenő és Abonyi István között. A döntő párosmértkőzést az év végére halasztották, ekkor Abonyi betegségére hivatkozva további halasztást kért áprilisig. Kérését a rendezők elutasították, és Székely Jenőnek adták a mesteri oklevelet.

## Eredmények
|    | Játékos         | 1 | 2 | 3 | 4 | 5 | 6 | 7 | 8 | 9 | 10 | 11 | 12 | 13 | 14 | 15 | Összesen | Díj (korona) |
| -- | --------------- | - | - | - | - | - | - | - | - | - | -- | -- | -- | -- | -- | -- | -------- | ------------ |
| 1  | Forgács Leó     | * | 1 | 0 | 1 | 1 | 1 | 0 | 1 | 1 | 1  | 1  | 1  | 0  | 1  | 1  | 11       | 304          |
| 2  | Székely Jenő    | 0 | * | ½ | 0 | 1 | 1 | 1 | ½ | 0 | 1  | 1  | 1  | 1  | 1  | 1  | 10       | 195          |
| 3  | Abonyi István   | 1 | ½ | * | ½ | ½ | 0 | ½ | 1 | 1 | 1  | 0  | 1  | 1  | 1  | 1  | 10       | 195          |
| 4  | Barász Zsigmond | 0 | 1 | ½ | * | 0 | ½ | 1 | 0 | 1 | 0  | 1  | 1  | 1  | 1  | 1  | 9        | 116          |
| 5  | Földes Gyula    | 0 | 0 | ½ | 1 | * | ½ | 0 | 1 | 0 | 1  | 1  | 1  | 1  | 1  | ½  | 8½       | 94           |
| 5  | Gajdos János    | 0 | 0 | 1 | ½ | ½ | * | 1 | ½ | ½ | 1  | 0  | 1  | ½  | 1  | 1  | 8½       | 94           |
| 7  | Exner Győző     | 1 | 0 | ½ | 0 | 1 | 0 | * | 0 | 0 | 0  | 1  | 1  | 1  | 1  | 1  | 7½       | 50           |
| 7  | Réti Richárd    | 0 | ½ | 0 | 1 | 0 | ½ | 1 | * | 1 | 1  | ½  | 1  | 0  | 1  | 0  | 7½       | 50           |
| 7  | Smogrovics Jenő | 0 | 1 | 0 | 0 | 1 | ½ | 1 | 0 | * | ½  | ½  | 0  | 1  | 1  | 1  | 7½       | 50           |
| 10 | Merényi Lajos   | 0 | 0 | 0 | 1 | 0 | 0 | 1 | 0 | ½ | *  | 1  | 0  | 1  | ½  | 1  | 6        | 24           |
| 11 | Cseh István     | 0 | 0 | 1 | 0 | 0 | 1 | 0 | ½ | ½ | 0  | *  | 1  | ½  | ½  | ½  | 5½       | 22           |
| 12 | Demeter Konrád  | 0 | 0 | 0 | 0 | 0 | 0 | 0 | 0 | 1 | 1  | 0  | *  | 1  |    | 1  | 4½       | 18           |
| 12 | Steiner Bernát  | 1 | 0 | 0 | 0 | 0 | ½ | 0 | 1 | 0 | 0  | ½  | 0  | *  | ½  | 1  | 4½       | 18           |
| 14 | Szokoli Dezső   | 0 | 0 | 0 | 0 | 0 | 0 | 0 | 0 | 0 | ½  | ½  | ½  | ½  | *  | 1  | 3        | 12           |
| 15 | Kovács Gábor    | 0 | 0 | 0 | 0 | ½ | 0 | 0 | 1 | 0 | 0  | ½  | 0  | 0  | 0  | *  | 2        | 8            |

## Forrás
- Barcza Gedeon–Földeák Árpád: Magyar Sakktörténet 3., Sport, Budapest, 1989 ISBN 963 253 321 6 (3. kötet)